# Verkhneouralsk
Verkhneouralsk (en russe : Верхнеуральск est une ville de l'oblast de Tcheliabinsk, en Russie, et le centre administratif du raïon de Verkhneouralsk. Sa population s'élevait à 9 408 habitants en 2013.

## Géographie
Verkhneouralsk est située sur le cours supérieur du fleuve Oural, à 201 km — 230 km par la route — au sud-ouest de Tcheliabinsk et à 54 km au nord-est de Magnitogorsk.

## Histoire
Elle fut fondée en 1734 comme la forteresse Verkhneïaitskaïa (Верхнея́ицкая ) et fut renommée Verkhneouralskaïa (Верхнеура́льская) après que le fleuve Iaïk eut été renommé fleuve Oural. Elle a le statut de ville depuis 1781.

## Galerie

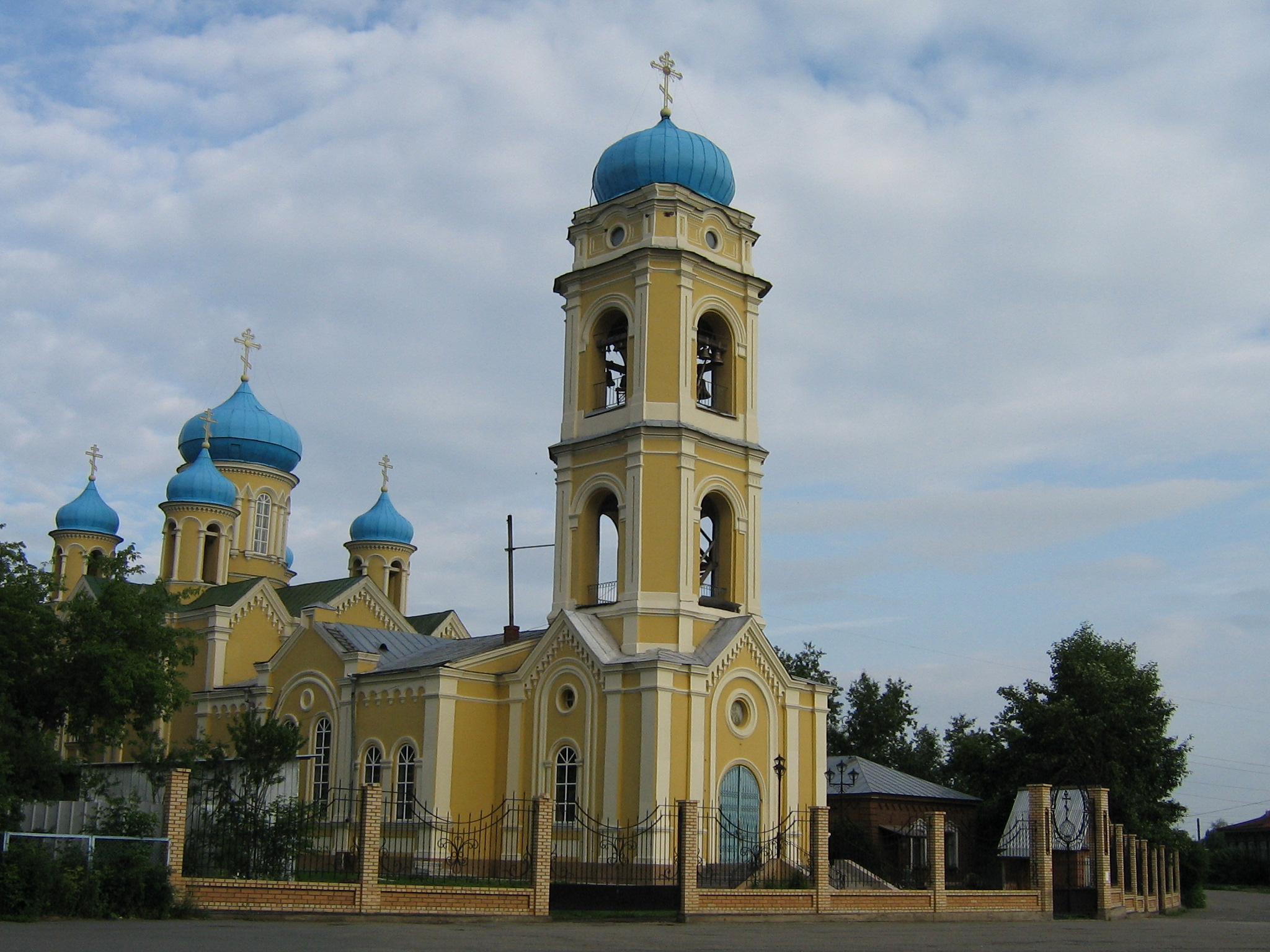
Cathédrale Saint-Nicolas de Verkhneouralsk.

## Population
Recensements (*) ou estimations de la population
| 1856  | 1897*  | 1926*  | 1939*  | 1959*  | 1970*  |
| ----- | ------ | ------ | ------ | ------ | ------ |
| 3 400 | 11 095 | 10 000 | 11 000 | 11 679 | 10 534 |

| 1979*  | 1989*  | 2002*  | 2010* | 2012  | 2013  |
| ------ | ------ | ------ | ----- | ----- | ----- |
| 10 530 | 10 893 | 10 054 | 9 457 | 9 398 | 9 408 |

## Originaires de la ville
- Léonid Botcharov - général-major de l'Armée rouge.